# 乱彈阿翔
陳泰翔（1970年12月17日—），出生於宜蘭縣蘇澳鎮南方澳，台灣搖滾音樂創作者。原為搖滾團體亂彈主唱，之後以乱彈阿翔為藝名，獨立發行唱片。是三金（金馬獎、金曲獎、金鐘獎）得獎者。

## 簡歷
在就讀宜蘭復興工專（現蘭陽技術學院）期間，與友人組成搖滾樂團亂彈。1997年，亂彈發行首張專輯《希望》，陳泰翔為主唱，也是主要詞曲創作者。1999年，亂彈發行第二張專輯《亂彈》，兩張都獲得金曲獎最佳演唱團體。
2002年，陳泰翔以亂彈阿翔為藝名，發行首張個人專輯《一陣風》。2003年成立了個人獨立品牌「赤腳不辣」，2003年7月發行作品《亂彈阿翔的電影音樂 - 鹹豆漿》。
2012年第23屆金曲獎以《把我換成你》專輯奪下最佳國語男歌手獎。
- 2012年8月25、26日，與亂彈、五月天、脫拉庫、董事長樂團、四分衛共同參加超犀利趴趴三演唱會。
- 2013年7月6日，獲得第24屆金曲獎最佳單曲製作人獎〈不一樣的朋友〉（《忘不記》），也跟五月天、四分衛和董事長樂團等樂團接力演唱。

## 音樂作品

### 亂彈 (樂團)時期

#### 正規專輯
| 專輯 | 發行日期  | 專輯名稱 | 語言      | 曲目 |
| 1    | 1997年9月 | 《希望》 | 國語/台語 | 1. 月光光 2. 良心 3. 希望 4. 寒風刺骨的思念 5. 來不及留住你 6. 午後雷雨 7. 收藏 8. 妹妹 9. 平常心 10. 你咁有在聽 |
| 2    | 1999年5月 | 《亂彈》 | 國語/台語 | 1. 走馬燈 2. 不一樣的朋友 3. 唉呀呀 4. 麻痺 5. 魔鬼 6. 淡水 7. 今晚別走開 8. 海邊坐 9. 美男子 10. 我要的不是你   |

#### 精選專輯
| 專輯 | 發行日期      | 專輯名稱 | 語言      | 曲目 |
| 1    | 2002年4月25日 | 《唯一》 | 國語/台語 | 1. 愛雨多 2. 卜卦調 3. 絕口不再提 4. 花園 5. 久違了 6. 希望 7. 良心 8. 寒風刺骨的思念 9. 平常心 10. 你咁有在聽 11. 走馬燈 12. 我要的不是妳 13. 不一樣的朋友 14. 美男子 15. 海邊坐 |

### 個人時期

#### 正規專輯
| 專輯 | 發行日期       | 專輯名稱       | 語言 | 曲目 |
| 1    | 2002年11月28日 | 《一陣風》     | 國語 | 1. 螢光水 2. 一陣風 3. 不用奇怪 4. 茉莉 5. 曬到陽光 6. 此情永不渝 7. 羅生門 8. 無賴 9. 別問我從哪裡來 10. 伊啊                                   |
| 2    | 2004年8月1日   | 《最近的我》   | 台語 | 1. 最近的我 2. 心內的話 3. 愛人啊 4. 鄉下俗 5. 睏未去 6. 孤帆 7. 你咁會想到我 8. 我等彼工來 9. 天公伯啊 10. 找人 11. 喘氣                        |
| 3    | 2012年2月3日   | 《把我換成你》 | 國語 | 1. 我不會留你下來 2. 無路可退(錄音室版本) 3. 戀人 4. 清晰又遙遠 5. 尋找 6. 春天回來(鋼琴版) 7. 春天回來(吉他版) 8. 叫媽媽 9. 完美落地 10. 翻滾吧 |
| 4    | 2013年12月31日 | 《破水而出》   | 國語 | 1. INTRO 2. 電光水母 3. 迴游 4. 偽裝 5. 交融 6. 出水 7. 承諾 8. 王者 9. 沙漠甘泉 10. 冰山 11. 潔白世界                                           |

#### 實況專輯
| 專輯 | 發行日期       | 專輯名稱                        | 語言      | 曲目 |
| 1    | 2004年12月17日 | 《赤腳不辣》Unplugged巡迴全記錄 | 國語/台語 | CD-1 1. 平常心 2. 希望 3. 月光光 4. 茉莉 5. 螢光水 6. 無路可退 7. 我不會留你下來 8. 睏袂去 9. 你咁有在聽 10. 曬到陽光 11. 絕口不再提 12. 別問我是從哪裡來 13. 無賴 14. 午後雷雨 15. 心內的話 16. 天公伯阿 17. 走馬燈 18. 伊啊 CD-2 1. 今晚別走開(錄音室版本) 2. 良心(錄音室版本) 3. 冷鋒過境配樂(公視電影 絕地花園系列) |

#### 原聲帶
| 專輯 | 發行日期      | 專輯名稱                       | 語言 | 曲目 |
| 1    | 2003年7月1日  | 《鹹豆漿》電影音樂專輯         | 國語 | 1. 序曲 2. 愛你的距離 3. 我不會留妳下來 4. 迷惑 5. 斷了弦的吉他 6. 痛 7. 掙扎 8. 鹹豆漿 9. 冷夜的風 10. 無路可退 11. 決不鬆手 12. 跌倒了 13. 勇敢二十歲 |
| 2    | 2008年11月    | 《天平上的馬爾濟斯》電視原聲帶 | 國語 | 1. 清晰又遙遠(乱彈阿翔) 2. 尋找(乱彈阿翔) 3. 春天回來(吉他版)(乱彈阿翔) 4. 春天回來(鋼琴版)(乱彈阿翔) 5. 停看聽(小小姐) |
| 3    | 2011年8月10日 | 《翻滾吧！阿信》電影原聲帶     | 國語 | 1. 叫媽媽 2. 完美落地 3. 翻滾吧! |
| 4    | 2013年1月17日 | 《含苞欲墜的每一天》電視原聲帶 | 國語 | 1. 乾燥花 2. 含苞待放 3. 乾燥花(慢板吉他) |
| 5    | 2019年5月     | 《出發》電影原聲專輯           | 國語 | 1. 每個瞬間(Every Moment) (主題曲) 2. 新年快樂(Happy New Year) 3. 初生之犢(Fools Rush In) 4. 觸碰未知(Unknown) 5. 第一次勝利 (First Victory) 6. 第二人生 (Second Round) - 7. 原始的狂野 (Call of the Wild) 8. 比勝利更重要的事(What Truly Matters) 9. 戰鬥吧(Fearless) 10. 謝謝你(Thank You) 11. 偉大航道(Road to Greatness) 12. 千變萬化(Ever-changing) (插曲) |

#### 單曲
| 發行日期       | 曲目                | 備註                                          |
| 2014年6月      | 由我們主宰 (群星版) | 《由我們主宰》巴西世界盃可口可樂中文版主題曲  |
| 2014年9月25日  | 走了                | 《妹妹》電視劇主題曲                          |
| 2014年10月31日 | The Look            | 《逆轉勝》電影插曲，feat.家家                 |
| 2015年7月30日  | 糾纏                | 《青田街一號》電影主題曲                      |
| 2016年11月     | 一個人的旅行        | 《一個人的旅行》演唱會主題曲                  |
| 2017年6月      | 衝                  | 《傻瓜向錢衝》電影主題曲                      |
| 2017年10月     | 男人                | 《翻滾吧！男人》電影主題曲                    |
| 2019年4月26日  | 昏你                | 余佩真《真真》專輯，feat. 乱彈阿翔            |
| 2019年11月     | 殊途陌生人          | AVILAS《生命·旅程》系列廣告單曲               |
| 2020年5月      | 解救我              | 青藝盟《風箏計畫 7.0》，feat.余浩瑋、乱彈阿翔 |
| 2020年11月26日 | 沙漠玫瑰            | 浩子《共你惜惜》，feat乱彈阿翔                |

## 演唱會
| 演唱會主題名稱                                                  | 日期          | 城市   | 國家/地區 | 場地                          | 表演嘉賓 | 附註                                         |
| --------------------------------------------------------------- | ------------- | ------ | --------- | ----------------------------- | -------- | -------------------------------------------- |
| 《破水而出》演唱會                                              | 2014年1月10日 | 臺北市 | 台灣      | Legacy Taipei 傳 音樂展演空間 |          | [ 特別加場 ]開放入場：19:00 演出開始： 20:00 |
| 《破水而出》演唱會                                              | 2014年1月11日 | 臺北市 | 台灣      | Legacy Taipei 傳 音樂展演空間 |          | 開放入場：19:00 演出開始： 20:00             |
| 《破水而出》演唱會                                              | 2014年3月7日  | 高雄市 | 台灣      | 駁二藝術特區THE WALL 駁二     |          |                                              |
| Legacy Presents【2017鐵漢柔情】：乱彈阿翔「一個人的旅行」演唱會 | 2017年1月14日 | 臺北市 | 台灣      | Legacy Taipei 傳 音樂展演空間 |          | 開放入場：19:00 演出開始： 20:00             |
| Legacy Presents【2017鐵漢柔情】：乱彈阿翔「一個人的旅行」演唱會 | 2017年1月15日 | 臺北市 | 台灣      | Legacy Taipei 傳 音樂展演空間 |          | 開放入場：18:00 演出開始： 18:30             |

## 演出作品

### 長篇電影
- 2003年《鹹豆漿》（阿翔）
- 2005年《戀人》（演唱會廣告大海報人物）
- 我的刁蠻女明星

### 長篇劇集
- 2012年《小站 (電視劇)》（阿樂老師）

### 動畫電影
- 2017年《樂高蝙蝠俠電影》配音（阿福·潘尼沃斯）

## 主持節目
}

#### 綜藝節目
- 2024年2月24日-3月9日 東森綜合台 《花甲少年趣旅行》第6季
- 2024年2月24日 臺灣電視台,三立都會台 《嗨！營業中》第3季,小幫手
- 2025年5月10日 臺灣電視台，八大綜合台《嗨！營業中》第5季,小幫手

## 獎項紀錄
| 節目名稱        | 播出電視台 | 時間   | 合作主持人                                 |
| 《台灣金頌》    | 公共電視台 | 2019年 | 謝炘昊                                     |
| 《嗨！營業中4》 | 台視主頻   | 2024年 | 郭泓志、吳映潔(鬼鬼)、姚元浩、鍾欣愉(莎莎) |

| 年份 | 頒獎典禮           | 獎項                       | 作品                   | 結果 |
| ---- | ------------------ | -------------------------- | ---------------------- | ---- |
| 1997 | 中華音樂人交流協會 | 年度十大單曲               | 〈良心〉               | 獲獎 |
| 1998 | 第9屆金曲獎        | 最佳演唱組獎               | 《希望》               | 獲獎 |
| 1999 | 中華音樂人交流協會 | 年度十大單曲               | 〈走馬燈〉             | 獲獎 |
| 2000 | 第11屆金曲獎       | 最佳編曲人獎               | 〈走馬燈〉             | 提名 |
| 2000 | 第11屆金曲獎       | 最佳演唱團體獎             | 《亂彈》               | 獲獎 |
| 2005 | 第16屆金曲獎       | 最佳台語男演唱人獎         | 《最近的我》           | 提名 |
| 2005 | 第16屆金曲獎       | 最佳台語流行音樂演唱專輯獎 | 《最近的我》           | 提名 |
| 2005 | 第42屆金馬獎       | 最佳原創電影歌曲           | 〈戀人〉               | 提名 |
| 2011 | 第48屆金馬獎       | 最佳原創電影歌曲           | 〈完美落地〉           | 獲獎 |
| 2012 | 第23屆金曲獎       | 最佳年度歌曲獎             | 〈完美落地〉           | 提名 |
| 2012 | 第23屆金曲獎       | 最佳國語男歌手獎           | 《把我換成你》         | 獲獎 |
| 2013 | 第24屆金曲獎       | 最佳單曲製作人獎           | 〈不一樣的朋友〉       | 獲獎 |
| 2015 | 第52屆金馬獎       | 最佳原創電影歌曲           | 〈糾纏〉               | 提名 |
| 2019 | 第54屆金鐘獎       | 綜藝節目主持人獎           | 《台灣金頌》           | 提名 |
| 2020 | 第55屆金鐘獎       | 綜藝節目主持人獎           | 《台灣金頌》           | 獲獎 |
| 2024 | 第59屆金鐘獎       | 戲劇原創歌曲獎             | 無罣礙／《鹽水大飯店》 | 提名 |

## 外部連結
- 乱彈阿翔的Facebook專頁（页面存档备份，存于）
- 乱彈阿翔的Instagram帳戶